# Lithobates berlandieri
La rana leopardo (Lithobates berlandieri), también conocida como rana leopardo del río Bravo, es una especie de anfibio anuro (ranas y sapos) de la familia Ranidae (ranas manchadas), de costumbres acuáticas distribuida por el sur de Estados Unidos (Texas y Nuevo México), México, Guatemala, Belice, Honduras, Costa Rica, Nicaragua, y posiblemente El Salvador.
Es una rana grande, el promedio de los adultos va de 64 - 80 mm de longitud hocico cloaca. Generalmente delgada y de cabeza puntiaguda y pequeña. Ojos moderadamente grandes. Miembros traseros largos y robustos (para saltos de distancia). Dedos de manos desprovistos de membrana, pero pies extremadamente palmeados. Color y estampado altamente variables. Superficie dorsal usualmente marcada con manchas café oscuro y superficies posteriores de los muslos completamente marcadas con reticulaciones oscuras sobre fondo claro. Garganta, vientre y superficies inferiores de los apéndices color crema y amarillo claro. Actualmente se considera que esta especie se distribuye desde la parte central y oeste de Texas, y el sur de Nuevo México hacia el sur. En México abarca 27 estados del país (entidades sin registros de la especie son Baja California Sur, Aguascalientes, Colima, Estado de México y Ciudad de México).
La especie es altamente tolerante a condiciones áridas; busca cuerpos de agua para vivir ya que es acuática o riparia. Habita en diversos climas, como el seco o árido, el semiseco y cálido y el seco semicálido. Su distribución altitudinal va de los 0 – 1,520 m s. n. m. Sus cantos son una conducta para atraer a las hembras y realizar el amplexo (modo de apareamiento propio de los anfibios anuros). En México, la NOM-059-SEMARNAT-2010 considera a la especie en la categoría de Sujeta a protección especial; la UICN 2019-1 la registra como de Preocupación menor.
Los principales factores de riesgo que amenazan a esta especie, se deben a que en la mayor parte del área de su distribución, el ambiente natural está siendo disminuido drásticamente y los cuerpos de agua donde se reproduce están desapareciendo, así que la modificación de su ambiente representa un grave factor de riesgo para su futuro. La principal amenaza es la destrucción del hábitat donde se distribuye, principalmente por el cambio de uso de suelo por actividades agrícolas, ganaderas e industriales; la tala clandestina ha ocasionado cambios micro ambientales, reduciendo los refugios de la fauna silvestre. Es una especie importante por formar parte de un grupo de ranas de talla grande explotadas con fines comerciales (fuente alimenticia) y de laboratorio (experimentación).

## Etimología
El epíteto berlandieri es en honor del naturalista francés Jean L. Berlandier, que trabajó para el gobierno mexicano en los primeros estudios biológicos de Texas.

## Descripción de la especie
Es una rana grande, de entre 6 y 11 cm de largo. Cabeza alargada y punteada, con tímpano grande y distintivo. Dorso y superficies superiores de las extremidades de color gris-verde a verde metálico, frecuentemente con grandes manchas negras algo alargadas. Posee dos pliegues dorsolaterales claros, evidentes y continuos. Vientre blanco. Con grandes membranas interdigitales en las patas traseras.
A las hembras de algunas poblaciones en el extremo occidental de Texas y México les faltan los vestigios de oviductos; se pensaba anteriormente que representaban una especie distinta (Hillis 1981),[cita requerida] pero posteriores análisis de los datos de electroforesis indican que son berlandieri (véase Platz 1991).[cita requerida] La situación taxonómica de las poblaciones en la parte meridional de la gama es cuestionable y en la necesidad de un estudio más a fondo, posiblemente múltiples especies están representadas (Frost 1985, Campbell 1998, Lee 2000).[cita requerida] No se reconocen subespecies (Platz 1991).

## Hábitat
Esta especie se puede encontrar a lo largo de arroyos y ríos, manantiales, lagunas de valores, ensenadas, canales, acequias y albercas arroyo en pastizales, matorrales, sabanas, desiertos y zonas boscosas, principalmente un habitante de la corriente. Se utiliza tanto agua temporales y permanentes. Los huevos y las larvas se desarrollan en el agua que fluye o no fluye (en su mayoría los primeros).